# Rockin' the World
『Rockin' the World』（ロッキン・ザ・ワールド）は、日本のロックバンド・SPYAIRの1枚目のオリジナルアルバム。2011年9月21日にSony Music Associated Recordsからリリースされた。

## 概要
本作はSPYAIRにとってメジャー・デビュー後にリリースされた最初のアルバムであり、1枚目の「LIAR」から5枚目の「BEAUTIFUL DAYS」までのシングル表題曲を含む12曲が収録されている。リリースは通常盤、初回生産限定盤A、初回生産限定盤Bという3形態で行われ、このうち初回生産限定盤Aにはミュージック・ビデオや2010年6月に開催された野外ライブの映像を収録したDVD、初回生産限定盤Bにはメジャー・デビュー後に発表したシングルのカップリング曲の中から選ばれた8曲と、インディーズ時代に発表した「OVER」の計9曲を収録したボーナスCDがそれぞれ付属されている。
また、本作は日本と同時に大韓民国でも発売されており、SPYAIRは本作をもって韓国でもCDデビューを果たすこととなった。韓国J-POPチャートで1位を獲得した。

## 収録内容

### 初回生産限定盤A・通常盤
| 全作詞: MOMIKEN。 |                                         |           |          |      |
| #                 | タイトル                                | 作詞      | 作曲     | 時間 |
| 1.                | 「Rockin' the World」                   | MOMIKEN   | IKE & UZ | 1:47 |
| 2.                | 「ジャパニケーション」                  | MOMIKEN   | IKE & UZ | 2:53 |
| 3.                | 「サムライハート (Some Like It Hot!!)」 | MOMIKEN   | UZ       | 3:07 |
| 4.                | 「BEAUTIFUL DAYS」                      | MOMIKEN   | UZ       | 4:13 |
| 5.                | 「STRONG」                              | MOMIKEN   | UZ       | 2:56 |
| 6.                | 「LIAR」                                | MOMIKEN   | UZ       | 3:09 |
| 7.                | 「Stay together」                       | MOMIKEN   | UZ       | 3:10 |
| 8.                | 「Beautiful」                           | MOMIKEN   | UZ       | 3:41 |
| 9.                | 「I miss you」                          | MOMIKEN   | UZ       | 3:51 |
| 10.               | 「Last Moment」                         | MOMIKEN   | UZ       | 3:07 |
| 11.               | 「SINGING (album mix)」                 | MOMIKEN   | UZ       | 4:01 |
| 12.               | 「My Friend」                           | MOMIKEN   | UZ       | 3:51 |
| 合計時間:         | 合計時間:                               | 合計時間: | 40:28    |      |

| #  | タイトル                                             | 作詞 | 作曲・編曲 |
| -- | ---------------------------------------------------- | ---- | ---------- |
| 1. | 「LIAR (Music Video)」                               |      |            |
| 2. | 「Last Moment (Music Video)」                        |      |            |
| 3. | 「ジャパニケーション (Music Video)」                 |      |            |
| 4. | 「サムライハート(Some Like It Hot!!) (Music Video)」 |      |            |
| 5. | 「BEAUTIFUL DAYS (Music Video)」                     |      |            |
| 6. | 「Live & Document @NAGOYA SAKAE PARK 2010.6.27」     |      |            |

### 初回生産限定盤B
| 全作詞: MOMIKEN。 |                      |           |                  |      |
| #                 | タイトル             | 作詞      | 作曲             | 時間 |
| 1.                | 「OVER」             | MOMIKEN   | IKE & UZ & KENTA | 3:38 |
| 2.                | 「INCOMPLETE」       | MOMIKEN   | UZ               | 3:31 |
| 3.                | 「ノンフィクション」 | MOMIKEN   | UZ               | 3:25 |
| 4.                | 「Just Like This」   | MOMIKEN   | IKE & UZ         | 4:37 |
| 5.                | 「Departure」        | MOMIKEN   | IKE & UZ         | 3:46 |
| 6.                | 「Just One」         | MOMIKEN   | UZ               | 2:58 |
| 7.                | 「Dead Coaster」     | MOMIKEN   | IKE & UZ         | 3:21 |
| 8.                | 「Crazy」            | MOMIKEN   | IKE & UZ         | 3:23 |
| 9.                | 「LINK IT ALL」      | MOMIKEN   | UZ               | 3:55 |
| 合計時間:         | 合計時間:            | 合計時間: | 73:06            |      |

## 楽曲解説
1. ジャパニケーション
3rdシングル表題曲
2. サムライハート (Some Like It Hot!!)
4thシングル表題曲
テレビ東京系アニメ『銀魂』第17期エンディング・テーマ
3. BEAUTIFUL DAYS
5thシングル表題曲
日本テレビ系ドラマ土曜9時枠『ドン★キホーテ』主題歌
4. STRONG
ジーンズメーカー『Hip-Zip』CMソング
5. LIAR
1stシングル表題曲
TBS系ドラマ『ハンマーセッション!』主題歌
6. I miss you
3rdアルバム『MILLION』の初回限定盤Bのボーナスディスクにアコースティックバージョンが収録されている
7. Last Moment
2ndシングル表題曲
テレビ東京系アニメ『BLEACH』第25期エンディング・テーマ
8. SINGING (album mix)
1stシングルc/w曲

### 初回生産限定盤Bのみ
1. OVER
インディーズ自主製作アルバム『alive』収録曲
2. INCOMPLETE
1stシングルc/w曲
TBS系ドラマ『ハンマーセッション!』劇中曲
3. ノンフィクション
2ndシングルc/w曲
4. Just Like This
2ndシングルc/w曲
LISMOドラマ『恋色円舞』主題歌
5. Departure
3rdシングルc/w曲
6. Just One
3rdシングルc/w曲
7. Dead Coaster
3rdシングルc/w曲
8. Crazy
4thシングルc/w曲
ニコニコ生放送『電波研究社』2010年6月度エンディング・テーマ
9. LINK IT ALL
4thシングルc/w曲

## 解説
アルバムのタイトル『Rockin' the World』には「俺たちの音楽で世界をROCKしてやるぜ!」というメッセージが込められており、ヘヴィなロックナンバーの「STRONG」を収録するなどロック色を出したアルバムとなっているが、同時に「Beautiful」や「I miss you」といったラブソングも収録するなど、エンターテインメント性も出した作品となっている。
SPYAIRによると、本作は「何回もリピートして聞いてもらえるアルバム」を目指して制作されており、そのため収録時間も「聞きやすいボリューム」を意識して40分としている。
また1曲目から12曲目までの流れを重視して曲が配置されており、表題曲の「Rockin' the World」は制作当初からアルバムの1曲目に据えることが決まっていた。また7曲目の「Stay together」は「アルバムを通して聞く際に耳休め的に聞いてもらえる曲が必要」という意図から中盤に配置されており、更に終盤にかけては「SINGING」でテンションを上げて最後の「My Friend」でホッとさせるという、ライブの流れも窺えるようなアルバム構成となっている。